# Carl Wessler
Carl Wessler, né le 25 mai 1913 aux États-Unis et mort le 9 avril 1989, était un auteur américain de bande dessinée.

## Biographie
Carl Wessler naît le 25 mai 1913 aux États-Unis. Il commence comme animateur aux Studios Fleisher puis en 1943, parallèlement à cet emploi, il travaille pour le studio de comics Sangor. Touche-à-tout il dessine de nombreuses bandes animalières comme  Snazzy Rabbit, Senorita Juanita McMouse publiés par Croydon Publishing dans Laffy Daffy Comics, Filbert Fox publié dans Wonder Comics de Standard and Happy Daze apparaissant dans Daredevil de Lev Gleason Publications.
De 1950 à 1958 il travaille pour Atlas où il écrit de nombreux scénarios policier (comme Crime Can't Win), fantastiques (Adventures into Terror) et guerriers (Battle Action). À la même période il produit des scénarios pour les comics de EC Comics : Tales from the Crypt, The Vault of Horror, Crime SuspenStories et Weird Science-Fantasy.
Dans les années 1960 il travaille aussi bien pour Harvey Comics que pour Charlton Comics, DC Comics ou Warren Publishing. Dans les années 1970, il revient à l'horreur en signant des œuvres pour DC ou Marvel.Il meurt le 9 avril 1989 à Miami.